# Zedníková
Zedníková (Komisarka) je usedlost v Praze 8-Libni v místní části Holešovičky. Stojí pod svahem mezi Kuchyňkou a Hercovkou.

## Historie
Viniční usedlost původně nazývaná Komisarka byla na přelomu 18. a 19. století svým majitelem přestavěna na letní sídlo. V první polovině 19. století ji vlastnil Jakub Proksch.
Jedná se o dvě obdélné stavby - obytnou a hospodářskou, stojící rovnoběžně na východní a západní straně dvora. Půdorys a dispozice si stavby zachovaly. Zedníková je patrová budova krytá sedlovou střechou s mírně zkoseným štítem. Dostavěn k ní byl pouze přístavek s pavlačí v patře. Slouží jako obytný dům.